# Jeanne Moche
Jeanne Moche est une mini-série humoristique française, créée et produite par She is the Boss.
Elle est diffusée depuis le 4 février 2008 sur Filles TV mais aussi sur internet.

## Synopsis
Jeanne Moche a l'investigation qui lui coule dans les veines. Son traitement de l'info est unique.